# 箱入娘
『箱入娘』（はこいりむすめ）は、1935年（昭和10年）1月28日公開の日本映画である。松竹キネマ製作・配給。監督は小津安二郎。モノクロ、スタンダード、サウンド版、67分。
坂本武主演の「喜八もの」の3作目。本作での喜八はメインストーリーに直接は絡まずに傍観者的役割にとどまっている。同時期にラジオドラマ化もされており、箱入娘シリーズの構想もあったが立ち消えになった。初回興行は帝国館。現存するのは脚本のみで、ネガフィルムおよび上映用プリントは失われている。

## あらすじ
裏通りで煎餅を作って生活している喜八は、いつも息子に叱られている。おしげは木綿問屋の若旦那に気に入れられているが、彼女は近所に下宿している荒田が好きだった。しかし、おしげの母おつねは彼女を木綿問屋に嫁がせようとする。そこで喜八は、結婚式を中断させて皆の意見を聞きたいと言う。結局、おしげと荒田は一緒に新婚旅行に出発する。

## スタッフ
- 監督：小津安二郎
- 脚本：野田高梧、池田忠雄
- 原案：式亭三右（小津安二郎）
- 撮影：茂原英朗

## キャスト
- おつね：飯田蝶子
- おしげ：田中絹代
- 喜八：坂本武
- 富坊：突貫小僧
- 荒田：竹内良一
- 村田：青野清
- おたか：吉川満子
- 伊豆文の大旦那：懸秀介
- 若旦那：大山健二